# 阿巴坎山
阿巴坎山（俄语：Абаканский хребет），是俄罗斯南部的一座山脉，位于俄罗斯哈卡斯共和国西南，靠近蒙古国。鄂毕河支流托木河即发源于此山。距哈卡斯共和国首府阿巴坎约235公里。